# Propicylina
Propicylina – organiczny związek chemiczny, antybiotyk należący do grupy penicylin. Zakres jej działania jest taki sam jak benzylopenicyliny, jednak skuteczność 2–4 razy mniejsza. Również, w przeciwieństwie do benzylopenicyliny, można podawać ją doustnie.